# Stefano Simoncelli (poeta)

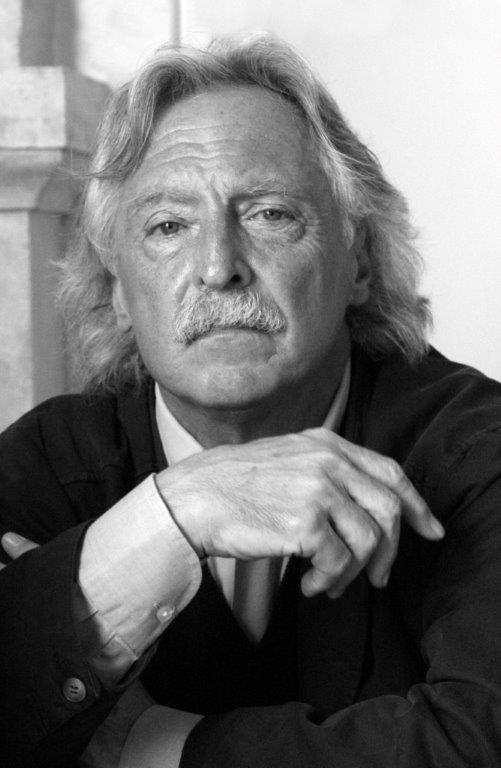
Stefano Simoncelli a Cesena durante una lettura

Stefano Simoncelli (Cesenatico, 6 gennaio 1950 – Cesena, 20 maggio 2025) è stato un poeta italiano. È stato uno dei fondatori della rivista Sul Porto.

## Biografia
Stefano Simoncelli è nato nel 1950 a Cesenatico in una casa sul porto canale. Decenni dopo andrà a vivere ad Acquarola, sulle colline di Cesena. Negli anni Settanta è fra i fondatori della rivista Sul Porto, insieme a Ferruccio Benzoni, Walter Valeri e Alessandro Casagrande. Fin dall'inizio la rivista si manifesta come una delle più vivaci e attive espressioni culturali della provincia, e non è scevra da risvolti di natura politico-sociale.
Durante questo periodo di attività della rivista - edita dal 1973 al 1983 - si sono stabiliti contatti di collaborazione con alcune delle figure di intellettuali più significative nel panorama letterario italiano: Franco Fortini, Pier Paolo Pasolini, Giovanni Giudici, Giovanni Raboni,  Attilio Bertolucci, Giorgio Caproni e soprattutto con la figura di Vittorio Sereni.
Simoncelli esordisce nel 1980 con la silloge di poesie intitolata Via dei platani, pubblicata in un quaderno collettivo dell'editore Guanda che raccoglie i testi degli amici poeti di Sul Porto. Con questo primo insieme di testi Stefano Simoncelli si vede aggiudicare il premio "Mondello opera prima".
Nel 1989 pubblica la raccolta Poesie d’avventura presso l'editore Gremese, su sollecitazione dello scrittore e amico Enzo Siciliano, che curava la collana "Gli Spilli".
Dopo questa seconda raccolta le pubblicazioni di Simoncelli vedono un periodo di "silenzio" durato quasi una quindicina di anni. La ripresa della scrittura poetica trova una sua causa scatenante nella morte della madre del poeta, avvenuta nell'aprile del 2000.
Dal 2004 in poi le raccolte poetiche di Simoncelli, a cominciare da Giocavo all'ala (premio "Guido Gozzano"), escono con cadenza più ravvicinata presso l'editore Pequod. La raccolta Terza copia del gelo del 2012 si vede aggiudicare il Premio "Diego Valeri - Giuria popolare". Con Prove del diluvio (2017) Stefano Simoncelli vince i premi "Città di Fabriano" e "Europa in versi". Alla raccolta A beneficio degli assenti viene assegnato il premio "Frascati Poesia - Antonio Seccareccia".
Nel 2020 Simoncelli riceve il Premio "Giorgio Orelli - Città di Bellinzona".
La raccolta Sotto falso nome è stata inserita nella cinquina della prima edizione del Premio Strega Poesia, nel 2023.
Questo stesso anno vede la pubblicazione della corposa antologia Stazioni remote, a cura di Massimo Raffaeli, pubblicata dall'editore Marcos y Marcos.
È deceduto il 20 maggio del 2025 a 75 anni dopo una breve malattia.

## Opere
- Via dei Platani, Milano, Guanda, "Quaderni della Fenice" n.64,1980
- Poesie d'avventura, Roma, Gremese Editore1989
- Giocavo all’ala, [s.l.], Pequod, 2004
- La rissa degli angeli, Ancona, Pequod, 2006
- Stazione remota, Milano, Quaderni di Orfeo, 2008
- Le visite di nessuno, con un'incisione originale dell'autore, Milano, Il ragazzo innocuo, 2008
- Remote Station (Stazione remota), traduzione in inglese (USA) di Elizabeth Pyjou, Quincy (MA), Sparrow Press, 2010
- Terza Copia del gelo, Ancona, Italic, 2012
- Hotel degli introvabili, Ancona, Italic, 2014
- Il collezionista di vetri (con Daniele Ferroni), Ancona, Italic, 2015
- Notizie interferenze sibili, con opere originali di Oliana Spazzoli, Milano, Quaderni di Orfeo, 2016
- Prove del diluvio, Ancona, Italic, 2017
- La paura dei tuoni, chine di Silvano Barducci, con una nota di Mario Santagostini, Ancona, Pequod, 2019
- Residence Cielo, Ancona, Pequod, 2019
- A beneficio degli assenti, Ancona, Pequod, 2020
- Una poesia, con una fotografia Fujifilm Instax Square di Daniele Ferroni, I Marenghi n. 5, Officina del giorno dopo, Monte Sant’Angelo, 2020
- Estaciones Remotas (poemas escogidos 2004-2019), traduzione in spagnolo di Antonio Nazzaro, Bogotà, Uniediciones, 2021
- Un barelliere del turno di notte, disegni di Roberto Pagnani, con una introduzione di Paolo Senna, Ancona, Pequod, 2021
- Sotto falso nome, Ancona, Pequod, 2022
- Stazioni remote, antologia di poesie dal 2004 al 2020, con una prefazione di Massimo Raffaeli, Milano, Marcos y Marcos, 2023
- Visite notturne, Ancona, Pequod, 2024